# Gutmann
Gutmann ist ein deutscher Familienname.

## Namensträger

### A
- Adolf Gutmann (Musiker) (1819–1882), deutscher Pianist und Komponist
- Adolf Gutmann (Mediziner) (1876–1960), deutscher Augenarzt und Hochschullehrer
- Aegidius Gutmann (1490–1584), deutscher Theosoph und Alchimist
- Albert Gutmann (1852–1915), österreichischer Musikalienhändler und Verleger
- Alfred Gutmann (1890–nach 1941), deutscher Wirtschaftsmanager, Emigration in die USA
- Amy Gutmann (* 1949), US-amerikanische Politikwissenschaftlerin und Hochschullehrerin
- Arnost Gutmann (1910–1977), tschechisch-britischer Physiologe (auch Ernest Gutmann)

### B
- Bernhard Gutmann (1869–1936), deutsch-amerikanischer Maler und Kunstlehrer
- Brigitte Gutmann (* 1946), deutsche Pädagogin und Schriftstellerin
- Bruno Gutmann (1876–1966), deutscher Missionar

### D
- Daniel Gutmann (* 1991), österreichischer Sänger (Bariton)
- David von Gutmann (1834–1912), österreichischer Unternehmer und Verbandsfunktionär

### E
- Elise Gutmann (1846–1923), Mitbegründerin des Vereins für Mutterschutz und Gründerin der Jüdischen Frauenvereinigung Mannheim
- Elmar Gutmann (* 1952), deutscher Musiker und Synchronsprecher
- Elsa von Gutmann (1875–1947), Fürstin von Liechtenstein
- Emil Gutmann (1877–1938), österreichischer Impresario
- Ernest Gutmann (1910–1977), britischer Neurologe tschechisch-österreichischer Herkunft (auch Arnost Gutmann)
- Erwin Gutmann (1906–2000), deutscher Schauspieler und Regisseur
- Ethan Gutmann (* 1958), Investigativjournalist und Schriftsteller
- Eugen Gutmann (1840–1925), deutscher Bankier

### F
- Franz Gutmann (Ökonom) (1879–1967),  US-amerikanischer Wirtschaftswissenschaftler deutscher Herkunft
- Franz Gutmann (Bildhauer) (1928–2024), deutscher Bildhauer
- Friedrich Gutmann (1828–1906), deutscher Lehrer, Musikforscher und Komponist
- Fritz Gutmann (1870–nach 1923), Maler

### G
- Galit Gutmann (* 1972), israelisches Model sowie Schauspielerin und Moderatorin
- Gernot Gutmann (1929–2024), deutscher Wirtschaftswissenschaftler
- Gottfried Gutmann (1911–1990), deutscher Arzt und Mitbegründer der manuellen Medizin in Deutschland

### H
- Hanns Gutmann (1914–1993), deutscher Architekt
- Hans Gutmann, Geburtsname von Juan Guzmán (Fotograf) (1911–1982), deutsch-spanisch-mexikanischer Fotograf und Fotojournalist
- Hans Gutmann (Organist) (vor 1917–1978), Schweizer Organist und Musikpädagoge
- Hans-Martin Gutmann (* 1953), deutscher Theologe, Hochschullehrer und Pianist
- Heinrich Gutmann (1776–1854), Schweizer Geistlicher, Mathematiker, Physiker und Lehrer
- Herbert M. Gutmann (1879–1942), deutscher Bankier und Kunstsammler
- Hermann Gutmann (Unternehmer) (1907–1987), deutscher Unternehmer
- Hermann Gutmann (Journalist) (1930–2013), deutscher Journalist und Schriftsteller
- Hugo Gutmann (Henry G. Grant; 1880–1962), deutscher Offizier und Unternehmer

### J
- Johann Gutmann (1948–2011), österreichischer Ingenieur und Pilot
- John Gutmann (1905–1998), US-amerikanischer Fotograf
- Josef Gutmann (Politiker) (1889–1943), österreichischer Landwirt und Politiker (CSP)
- Josef Gutmann (Pädagoge und Theologe) (1913–1997), deutscher römisch-katholischer Geistlicher, Schulleiter
- Joseph Gutmann (Pädagoge, 1865) (1865–1941), deutscher Pädagoge und Rabbiner
- Julius Gutmann (1889–1960), deutscher Opernsänger (Bass) und Gesangslehrer

### K
- Karl Gutmann (1854–1931), deutscher Archäologe und Prähistoriker

### L
- Lara Naki Gutmann (* 2002), italienische Eiskunstläuferin
- Leo Gutmann (1875–1951), deutscher Rechtsanwalt
- Ludwig Gutmann (1869–1943), österreichischer Fotograf

### M
- Margit Gutmann (1903–1943), deutsche Lehrerin und Opfer des Holocaust
- Maria Gutmann (1889–1963), österreichische Schauspielerin, Regisseurin, Dramaturgin und Theaterleiterin
- Mathias Gutmann (* 1966), deutscher Biologe und Philosoph
- Max von Gutmann (1857–1930), österreichischer Techniker und Industrieller
- Max Gutmann (Manager) (1889–nach 1942), deutscher Wirtschaftsmanager, in der NS-Zeit Emigration in die USA
- Max Gutmann (1923–1996), deutscher Unternehmer und Mäzen
- Michael Gutmann (* 1956), deutscher Drehbuchautor und Regisseur
- Moses Gutmann (Rabbiner) (1805–1862), deutscher Rabbiner und Autor
- Moses Gutmann (Mediziner) (1894–1961), deutscher Arzt und Allergologe

### O
- Otmar Gutmann (1937–1993), deutscher Filmemacher und Trickfilmer
- Otto Gereon von Gutmann zu Sobernheim (1571/1572–1638), Weihbischof in Köln

### P
- Paul Gutmann (1873–1953), deutscher Journalist und Schriftsteller
- Peter Gutmann (Journalist) (* 1949), US-amerikanischer Journalist und Jurist
- Peter Gutmann (Tennisspieler) (* 1950), österreichischer Tennisspieler
- Peter Gutmann (Informatiker), neuseeländischer Informatiker, siehe Gutmann-Methode
- Philipp Manuel Gutmann (* 1993), österreichischer Komponist, Musiklektor und Musikwissenschaftler

### R
- Rolf Gutmann (Architekt) (1926–2002), Schweizer Architekt
- Rolf Gutmann (Rechtsanwalt) (* 1949), deutscher Rechtsanwalt
- Rudolf Gutmann (Philologe) (1868–1927), russisch-estnischer Philologe
- Rudolf von Gutmann (1880–1966), österreichisch-kanadischer Großindustrieller, Bankier und Kunstsammler
- Rudolf Gutmann (Sportfunktionär) (1938–2014/2015), österreichischer Handballfunktionär

### T
- Tanja Gutmann (* 1977), Schweizer Schauspielerin, Model und Moderatorin
- Thomas Gutmann (* 1964), deutscher Jurist und Hochschullehrer

### V
- Viktor Gutmann (1921–1998), österreichischer Chemiker

### W
- Walter Gutmann (1893–1943), deutscher Vertreter und Widerstandskämpfer
- Werner Gutmann (1914–2002), Schweizer Dichter und Theaterautor
- Wilhelm von Gutmann (1826–1895), österreich-ungarischer Unternehmer
- Wilhelm Gutmann (Maler) (1877–1946), deutscher Maler und Innenarchitekt
- Wilhelm Gutmann (1900–1976), deutscher Politiker (NPD)
- Willi Gutmann (1927–2013), Schweizer Bildhauer und Gestalter
- Wolfgang Gutmann (* 1949), deutscher Musiker und Komponist
- Wolfgang Friedrich Gutmann (1935–1997), deutscher Evolutionsbiologe

### Y
- Yossi Gutmann (1947–2019), israelischer Komponist und Bratschist